# Nabidh
Nabidh (arab. ‏نبيذ, Nabīth‎) – sfermentowany napój, nazywany również winem daktylowym z Półwyspu Arabskiego.
Głównym składnikiem napoju są daktyle moczone w wodzie, chociaż może być również wytwarzany z suszonych winogron (rodzynek). Nabidh zwykle nie jest odurzający, ale jeśli pozostawi się go na pewien czas, może stać się lekko odurzający lub silnie odurzający w zależności od stopnia fermentacji.
Ponieważ w trakcie fermentacji poziom alkoholu w napoju wzrasta, a przez wielu muzułmanów jest uważany za haram, Nabidh jest fermentowany tylko przez pewien czas, zanim stanie się alkoholem. Malik Ibn Anas podaje, że zabrania się przygotowania nabidh w tykwie lub dzbanku wysmarowanym smołą.
Obecnie nabidh jest porównywany do wina.

## Historia
Najstarsza znana wzmianka o nabidh pochodzi od traktatu napisanego przez Rufusa z Efez (ur. 70, zm. 110), który zostały przetłumaczony na język arabski przez Kusta ibn Luka pt. Risālah fī al-Nabīdh. W 2007 roku słowo nabidh zostało również przetłumaczone na język arabski i urdu.